# Станимир Йорданов
Станимир Петров Йорданов е български офицер, бригаден генерал.

## Биография
Роден е на 18 ноември 1971 г. в град Исперих. През 1995 г. завършва Висшето военно училище за артилерия и противовъздушна отбрана „Панайот Волов“ в Шумен с профил „земна артилерия“. Назначен е за командир на взвод в 12-и самоходен артилерийски дивизион (садн) в 12-и мотострелкови полк от 1995 г. В периода 1997 – 2000 е командир на батарея в 12-и садн в 12-и мотострелкови полк. Между 2000 и 2003 г. е помощник-началник на отделение в щаба на 61-ва механизирана бригада. В периода 2003 – 2005 г. учи във Военната академия „Г. С. Раковски“. След завършването ѝ е назначен за старши помощник-началник на отделение „Оперативно“ в щаба на 61-ва механизирана бригада. Остава на този пост до 2008 г. Тогава е назначен за началник на отделение „Оперативно“ в щаба на 61-ва Механизирана бригада до 2013 г. Между 2013 и 2018 г. е заместник-началник на щаба на 61-ва механизирана бригада. От 2018 до 2019 г. е държавен експерт в отдел „Оперативен“, дирекция „Операции и подготовка“. След това до 2020 г. отново учи във Военната академия. Между 2020 и 2021 г. изпълнява длъжността началник на отдел „Оперативен“ в дирекция „Операции и подготовка“. Между 2021 и 2022 г. е заместник-директор на дирекция „Операции и подготовка“. От 15 януари 2022 г. е временно изпълняващ длъжността директор на дирекция „Операции и подготовка“ за срок не по-дълъг от 1 година. От 1 октомври 2022 г. е назначен за директор на дирекция „Операции и подготовка“ и удостоен със звание бригаден генерал.

## Образование
- Висше военно училище за артилерия и противовъздушна отбрана „Панайот Волов“ – до 1995, земна артилерия
- Военна академия „Георги Раковски“ – 2003 – 2005
- Военна академия „Георги Раковски“ – 2019 – 2020

## Военни звания
- Лейтенант (1995)
- Старши лейтенант (1997)
- Капитан (2000)
- Майор (2005)
- Подполковник (2008)
- Полковник (16 октомври 2018)
- Бригаден генерал (1 октомври 2022)